# Pirata hokkaidensis
Pirata hokkaidensis là một loài nhện trong họ Lycosidae.
Loài này thuộc chi Pirata. Pirata hokkaidensis được Hozumi Tanaka miêu tả năm 2003.